# Bochotnica
Bochotnica er en landsby i det sydøstlige Polen beliggende mellem Puławy og Lublin, nær Kazimierz Dolny ved floden Wisła. Det er hovedbyen i Puławy Kommune og Województwo lubuskie (Lublin Voivodskab). Byen huser 1500 indbyggere (pr. 2010).

## Historie
Byen blev grundlagt i det 14. århundrede.